# كولن مكدونالد
كولن مكدونالد (بالإنجليزية: Colin McDonald)‏ (10 أبريل 1974 بإدنبرة في المملكة المتحدة - ) هو مدرب كرة قدم ولاعب كرة قدم بريطاني في مركز الهجوم. شارك مع منتخب اسكتلندا تحت 21 سنة لكرة القدم. أما مع النوادي، فقد لعب مع سوانزي سيتي ونادي فالكيرك ونادي هيبرنيان ونادي أردريونيانز ونادي مونتروز لكرة القدم وبيرويك راينجرز ونادي اربوراث وGala Fairydean Rovers F.C. ‏ ونادي آير يونايتد ونادي كلايدبانك ‏.

## وصلات خارجية
- كولن مكدونالد على موقع قاعدة بيانات كرة القدم.إي يو (الإنجليزية)
- كولن مكدونالد على موقع Soccerbase.com (لاعب) (الإنجليزية)